# Llista d'episodis d'Els caçadors d'elements
Els caçadors d'elements (エレメントハンター, Eremento Hantā) Coreà:Elimeonteu Heonteo (엘리먼트 헌터) és un anime del 2009 creat per japonesos i coreans que es va començar a emetre en respectius països com una sèrie de ciència-ficció per generar més conscienciació amb la química i les altres ciències
L'anime es va estrenar a Catalunya el 15 de setembre de 2012 al Canal Super3.